# Schamel Meerrettich

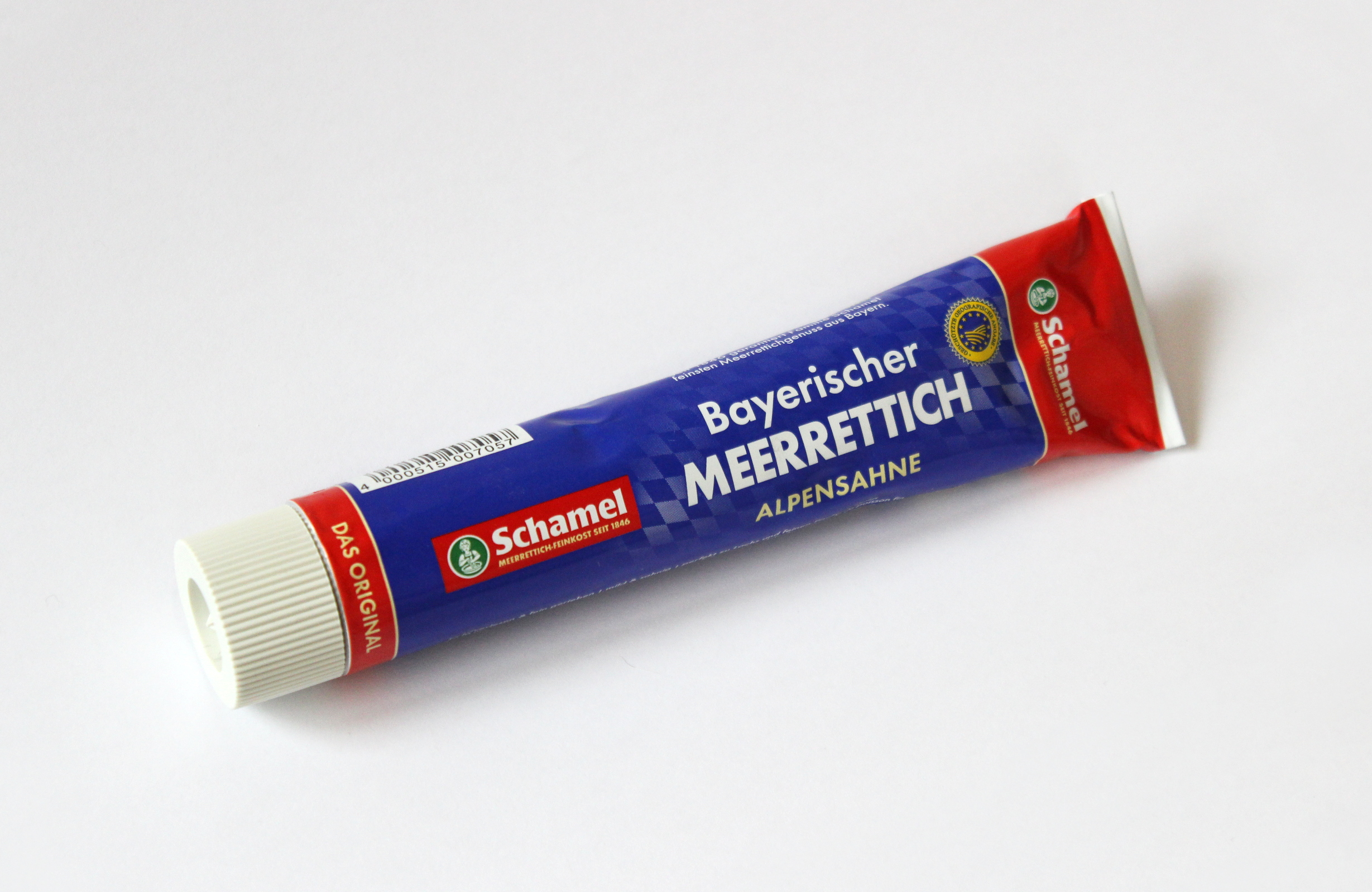
Tube Sahne-Meerrettich

Schamel Meerrettich GmbH & Co. KG ist ein Feinkostunternehmen aus der mittelfränkischen Kleinstadt Baiersdorf. Das Unternehmen ist auf Produkte rund um den Meerrettich spezialisiert.
Laut dem Marktforschungsinstitut GfK hat Schamel bei Meerrettich einen Marktanteil von 32,1 Prozent.

## Geschichte
1846 heiratete Johann Wilhelm Schamel (1818–1898) die Tochter eines Krenhändlers (bayerisch für Meerrettichhändler). Im gleichen Jahr begann er mit dem Meerrettichhandel in der Baiersdorfer Judengasse.
Sein Sohn Georg Schamel (1844–1926) baute das Unternehmen aus und lieferte den Meerrettich in Holzfässern europaweit. Baiersdorf wurde um 1900 zum Zentrum des bayerischen Meerrettichanbaues.
1914 gelang es Johann Jakob Schamel (1885–1970), den fertig geriebenen Meerrettich haltbar in Gläser abzufüllen. Er ließ seine Firma als „Erste Bayerische Meerrettichfabrik“ registrieren. Die Produkte wurden unter der Schutzmarke „Tafelperle“ vermarktet. Schamel war zusätzlich von 1930 bis 1935 und von 1945 bis 1946 Bürgermeister von Baiersdorf. 
1945 trat Johann Georg Schamel (1920–1994) in die Firma ein. Nach dem Zweiten Weltkrieg stieg aufgrund des Wirtschaftswunders und der „Fresswelle“ die Nachfrage nach Meerrettichprodukten. 1960 wurde am alten Standort ein Firmenneubau errichtet. 1986 wird die Variante Sahne-Meerrettich eingeführt. 1989 siedelte das Kühllager in das Baiersdorfer Industriegebiet aus.
Die Brüder Hanns-Thomas und Hartmut übernahmen 1994 das Unternehmen und verlagerten es komplett in das Baiersdorfer Industriegebiet. 2001 wurde von den Brüdern die Schutzgemeinschaft „Bayerischer Meerrettich“ gegründet. Dieser gelang es 2007, das Prädikat Geschützte geografische Angabe durch die EU zu erhalten.
Seit 2013 arbeitet Matthias Schamel im Unternehmen mit und stellt seit 2017 mit Andreas Schöppl die Firmenleitung. 2019 wurde eine Biolinie begründet.

## Meerrettich-Museum

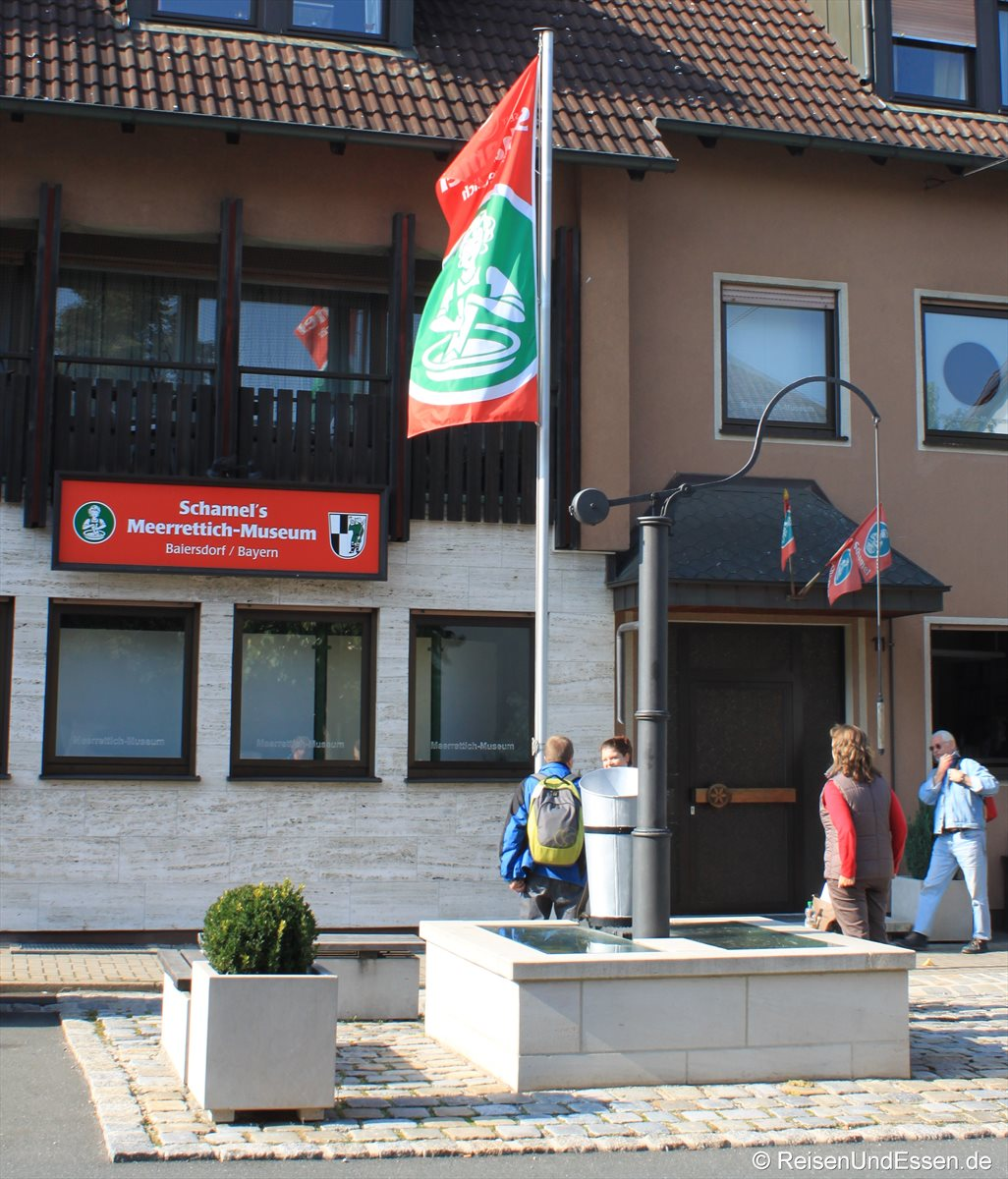
Meerrettich-Museum

Ab 1997 bis Dezember 2020 wurde im ehemaligen Verwaltungsgebäude ein Meerrettich-Museum betrieben.

### Geschichte
Seit dem 15. Jahrhundert ist das Gebiet zwischen Erlangen und Forchheim ein Zentrum des Meerrettichanbaus. Im 19. Jahrhundert wurden die Gemüsestangen aus dem Krenland in Holzfässern über den Ludwig-Donau-Main-Kanal auch nach Wien exportiert. Sie dienten als Zutat zum Tafelspitz und wurden in großen Mengen benötigt. Das Museum ist aus einer Initiative des Heimatvereins Baiersdorf und der Familie Schamel entstanden. Die Gründung erfolgte anlässlich des 150-jährigen Firmenjubiläums der Firma Schamel, die Eröffnung fand am 11. April 1997 in der Judengasse 11 statt. Im Dezember 2020 wurde bekannt, dass das Museum aufgrund der Sitzverlegung der Schamel Meerrettich geschlossen wird.

### Ausstellung
In dem Museum, das weltweit das einzige seiner Art war, erhielt der Besucher umfassende Informationen über den Meerrettich, von der früheren Produktion bis in die Neuzeit. Neben den Verwendungsmöglichkeiten von Meerrettich wurde die Geschichte der Kultivierung und Verarbeitung gezeigt und es wurden Informationen über die Schärfe und die im Meerrettich enthaltenen ätherischen Stoffe und Vitamine gegeben. Auch gab es Exponate zu den Frauen in Tracht, den so genannten Krenweibern und ihren Huckelkörben, und zu den männlichen Krenhausierern, die das Gemüse bis nach München brachten und an Haustüren und auf Märkten verkauften. In einem Museumsshop wurden auch Kostproben verkauft.